# Musée provincial de Torcello
Le Musée provincial de Torcello (en italien : Museo Provinciale di Torcello ) est un musée créé à la fin du XIXe siècle, sur l'île vénitienne de Torcello. Deux sections y sont présentées : la section archéologique et la section médiévale et moderne.

## Histoire

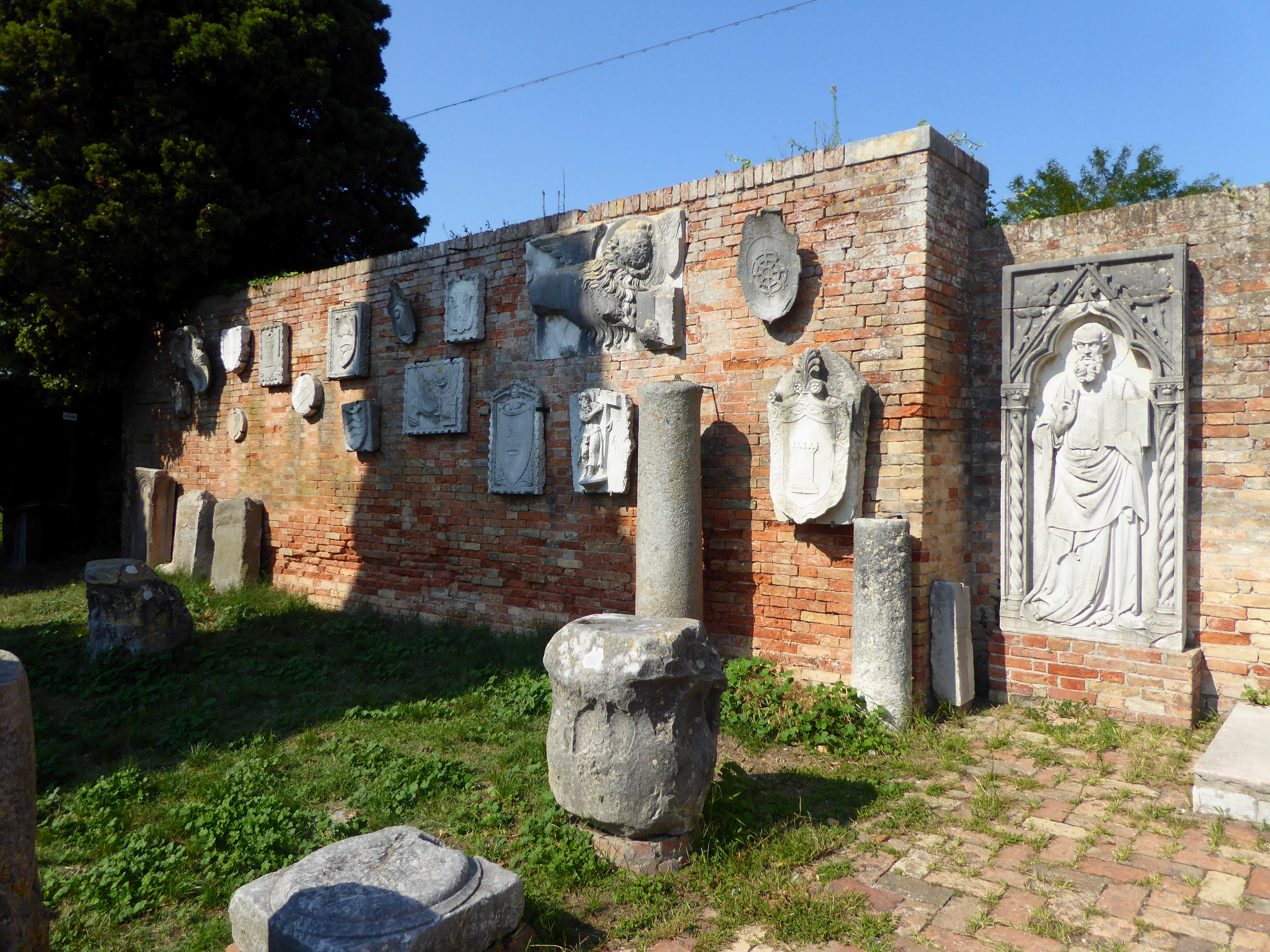
Artefacts archéologiques exposés à l'extérieur du musée.

En 1870, Luigi Torelli, préfet de Venise, achète le Palazzo del Consiglio (Palais du Conseil, ancienne « mairie » de Torcello) pour accueillir et présenter des objets archéologiques trouvés à Torcello, ainsi que ceux collectés dans les îles alentour et sur le continent voisin,.
En 1872, après que Torelli a cédé le bâtiment à la Province de Venise, le musée est fondé et placé sous la direction d'un chercheur : Nicolò Battaglini,. Il est remplacé à ce poste en 1887, par Cesare Augusto Levi qui poursuit la collection à travers la région et en ajoute d'autres qu'il a rassemblés au cours de ses voyages, notamment à Rome,.
En 1887, Levi achète le Palazzo dell'Archivio (Palais des archives, des XIe et XIIe siècles), le restaure et y transfère la collection archéologique. Il lui donne la dénomination Museo dell'Estuario (Musée de l'Estuaire), et fait don de celui-ci aux autorités provinciales.
Le 14 mai 1889, le Musée provincial de Torcello est inauguré.
En 1909, Luigi Conton lui succéda et découvrit diverses nécropoles en Adria, d'où il rapporta probablement quelques découvertes à Torcello. Entre 1928 et 1930, les collections sont réaménagées sous la direction d'Adolfo Callegari, directeur jusqu'en 1948. À son époque, des inventaires, des catalogages et des restaurations furent entrepris, dont la publication, en 1930, du catalogue Il museo di Torcello,.
En 1949, la direction fut confiée à Giulia Fogolari qui, avec l'aide de Guido Zattera, supervisa le musée jusqu'en 1997.
En 1974, après une restauration radicale du Palais du Conseil et des objets exposés, les sections médiévale et moderne sont ouvertes ; au cours des années suivantes, le Palais des Archives est restauré et la section archéologique actuelle est inaugurée à l'été 1990 avec un nouvel agencement.
De 2005 à 2006, le Palazzo del Consiglio subit une nouvelle restauration conservatrice et est mis en conformité avec les normes de sécurité,.

### Rôle du Musée
La présence du Musée provincial et son implantation dans les bâtiments « civils » de la place ont été décisives pour le processus de récupération et de protection du patrimoine architectural de l'île de Torcello et aujourd'hui encore, le Musée de Torcello est un acteur majeur de valorisation du patrimoine culturel de l'île et d'un tissu urbain et social très fragile et délicat.

## Collections

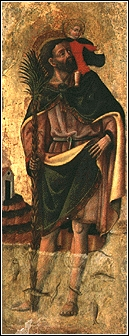
San Cristoforo.

Le musée abrite une collection d'œuvres reflétant l'histoire de la lagune vénitienne, issu de collections privées, de découvertes archéologiques et d'objets achetés par des collectionneurs, ainsi que d'objets artisanaux découverts à Torcello, dans les îles adjacentes et sur le continent voisin,.
Le musée présente deux sections principales : découvertes archéologiques et périodes médiévales et modernes.

### La Section Archéologie
La Section Archéologique, située dans le Palazzo dell'Archivio, abrite les découvertes archéologiques provenant de la Lagune et des reliques provenant d'autres zones datant du Paléolithique jusqu'à la période romaine tardive,. La section médiévale et moderne, située dans le Palazzo del Consiglio, présente des artefacts et des documents des premiers siècles de l'ère chrétienne jusqu'au XIXe siècle, retraçant l'histoire de l'île, de ses relations avec la région d'Altino, la région byzantine. la culture et la ville de Venise,.
Sélection de photos des œuvres proposées qui rassemble des matériaux couvrant une période allant du Paléolithique à la période romaine tardive, expose parmi ses pièces les plus anciennes des vases de fabrication chypriote et mycénienne qui suggèrent que la zone lagunaire et la haute Adriatique étaient impliquées dans le commerce dès la fin du deuxième millénaire av. J.-C.
On y trouve aussi un large échantillon large de céramiques grecques et italiennes dans les différentes typologies décoratives et techniques de production, comparé aux exemples de production étrusque, italique du sud et de la haute Adriatique, confirmant les relations continues de la lagune au système d'échanges économiques des temps anciens.
Le monde étrusque y était également représenté depuis la phase protohistorique, (découvertes dans la zone lagunaire d'objets caractéristiques de l'artisanat métallurgique étrusque), comme les anses de vases trouvées à Torcello ou une petite sculpture votive avec des figures humaines et animales étrusques, italiques et paléo-vénitiennes, trouvées en partie dans les lieux de culte de la campagne de l'Altino.
Sont présentés des bronzes protohistoriques et romains avec des figures sacrées provenant de lieux de culte, de laraires et de vaisselle domestiques, mais aussi  à usage culturel, personnel et ornemental comme fibules et miroirs indiquant, une intensification du trafic avec l'île, probablement devenue une halte obligatoire dans la navigation intra-lagunaire sur la route d'Altino.
Les objets caractérisant les échanges avec le bassin méditerranéen oriental et méridional au cours des premiers siècles de l'ère chrétienne (comme des ampoules vouées au culte du martyr égyptien Saint Ménas, représenté en prière et flanqué de deux chameaux, culte probablement introduit par les Byzantins).

### La section médiévale et moderne
La section présente de nombreux artéfacts en pierre et fragments architecturaux de la zone lagunaire - le plus ancien datant du VIe siècle, où le motif de la croix prédomine, et ceux des IXe et Xe siècles qui présentent un répertoire décoratif d'animaux -souvent fantastiques- et des motifs végétaux complexes et raffinés, réutilisés dans de nombreux cas à des fins fonctionnelles et décoratives
En tant qu'acteur de conservation patrimonial, le musée a réussi à préserver d'importants biens de l'île et a récupéré dans sa collection une façade d'autel en argent doré (première moitié du XIIIe siècle), des têtes d'anges en mosaïque, un Christ et Prophètes du XIIe siècle appartenant à la basilique de Santa Maria Assunta à Torcello, et d'autres œuvres qui constituaient autrefois la richesse décorative des bâtiments et des églises aujourd'hui disparues, comme les peintures de l'atelier de Véronèse autrefois dans l'église de Sant 'Antonio à Torcello (aujourd'hui détruite), et le couvercle du sarcophage sculpté en haut-relief en bois doré peint de Santa Fosca.
On trouve aussi une collection de sculptures et de peintures allant jusqu'au XVIIe siècle, dont une jolie Pietà du XVe siècle.

## Sources
- Assessorato alla Cultura e al Patrimonio Culturale Museale
- Museo Provinciale di Torcello, a guide to the museum
- Règlement du  Musée Provinciale di Torcello
- Musée de Torcello, section médiévale et moderne
- Le Musée de Torcello, bronzes, céramiques et marbres antiques